# オコパ

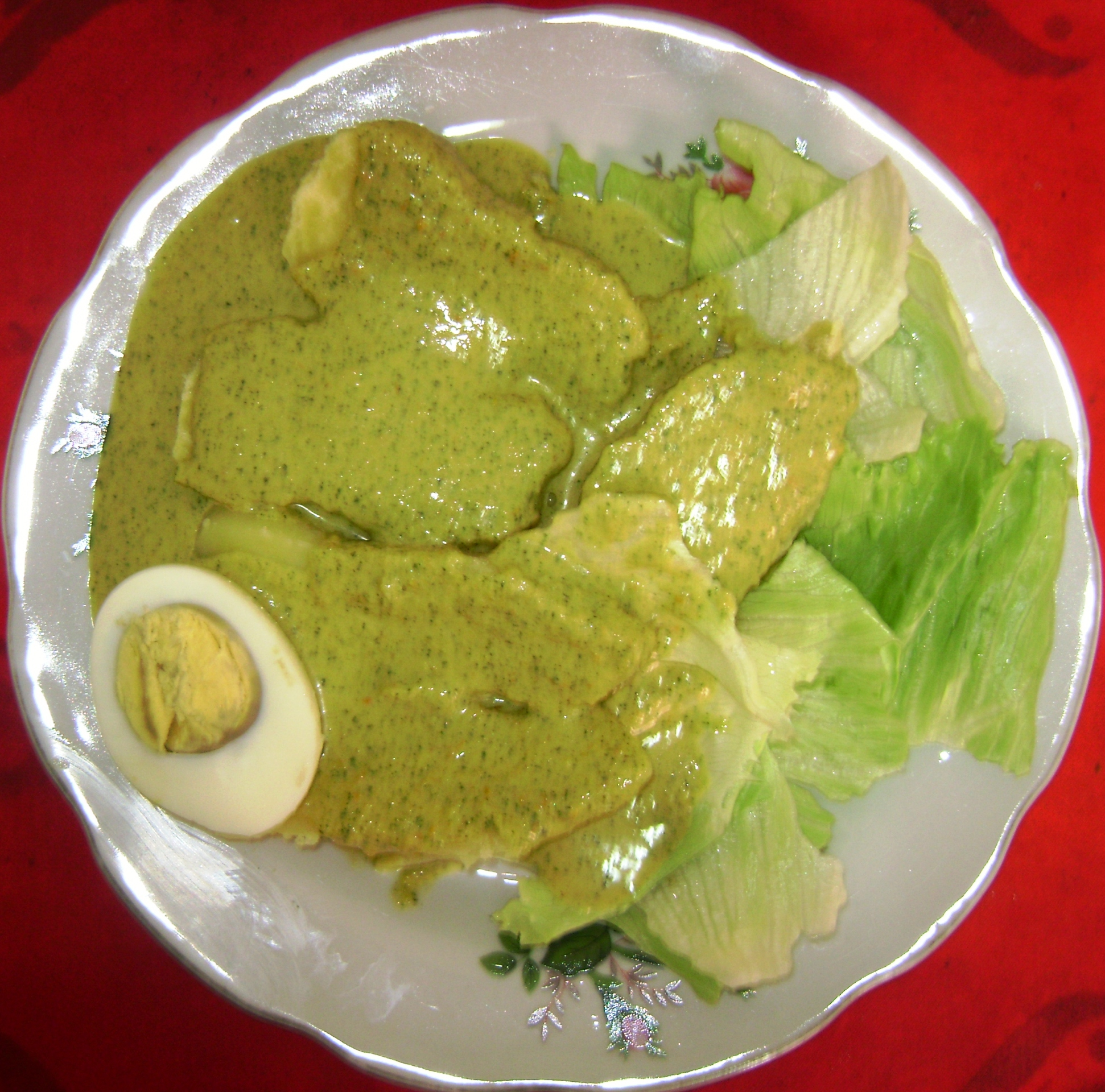
皿に盛り付けしたオコパ

オコパ（Ocopa）は、ペルー発祥の料理。茹でたジャガイモのスライスに、牛乳、チーズ、ピーナツ、トウガラシ、タマネギ、ビスケット、エビの尾、ハーブ（シオザキソウ）で作ったグリーンソースがかかったもの。